# Reenviament relatiu a la secessió del Quebec
El Reenviament relatiu a la secessió del Quebec és un dictamen de la Cort Suprema del Canadà de l'any 1998 en relació amb la legalitat, en el dret canadenc, d'una secessió unilateral del Quebec respecte del Canadà.